# 行李箱

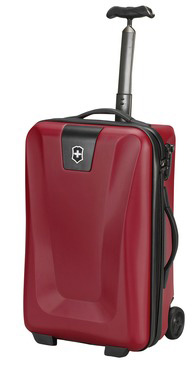
硬殼行李箱（20吋高）

行李箱，亦稱旅行箱、行李篋、篋 （粵音gip1），是出門時所攜帶用以放置物品的箱子，它是行李的其中一種類型。通常行李箱是用來放置旅途上所需要的衣物、個人護理用品及紀念品等。

## 概要
早期的行李箱是以木材或其他重的材料製成，隨著航空旅行的普及，行李箱的材料趨向更為輕便的硬塑膠、聚碳酸酯、鋁或布質等。大部份的型號亦附有內置小輪，可用拉桿方便拉動，稱為拉桿箱。近年來亦出現有4個小輪的行李箱，除了可作360度的旋轉外，在平地更可以省力的輕易推動，不必再固定用拖的，有如推車一般，現今已作為行李箱的主流，2010年代有廠商發明內裝有馬達可轉動輪子的行李箱，不過因為價格高昂且內藏鋰離子電池在航空運輸時的諸多安全限制而不普及。
此外，行李箱也可以根據外殼分為硬殼行李箱與軟殼行李箱。硬殼行李箱較為耐摔，適合需要給予較多保護的行李。軟殼行李箱重量通常較硬殼行李箱為輕，容量亦較有彈性。可是，軟殼行李箱的拉鏈位置較有可能因為裡面物件過多而爆開，但可以在行李箱外部加上行李帶避免。
市面上的行李箱大小，一般是根據國際航空運輸協會的隨身登機箱（手提行李）及托運箱（寄艙行李）的尺寸規定為標準。例如，國泰航空規定寄艙行李每件的最大尺寸為三邊總和必須小於158
公分，而手提行李則每件的最大尺寸必須小於56x36x23公分。
911事件之後，機場安檢更加嚴格，行李箱的鎖具逐漸改用美國國土安全部運輸安全局所制定的標準鎖。在美國、加拿大的海關可用標準鎖具的鑰匙打開此類行李箱檢查，不再需要破壞行李箱。

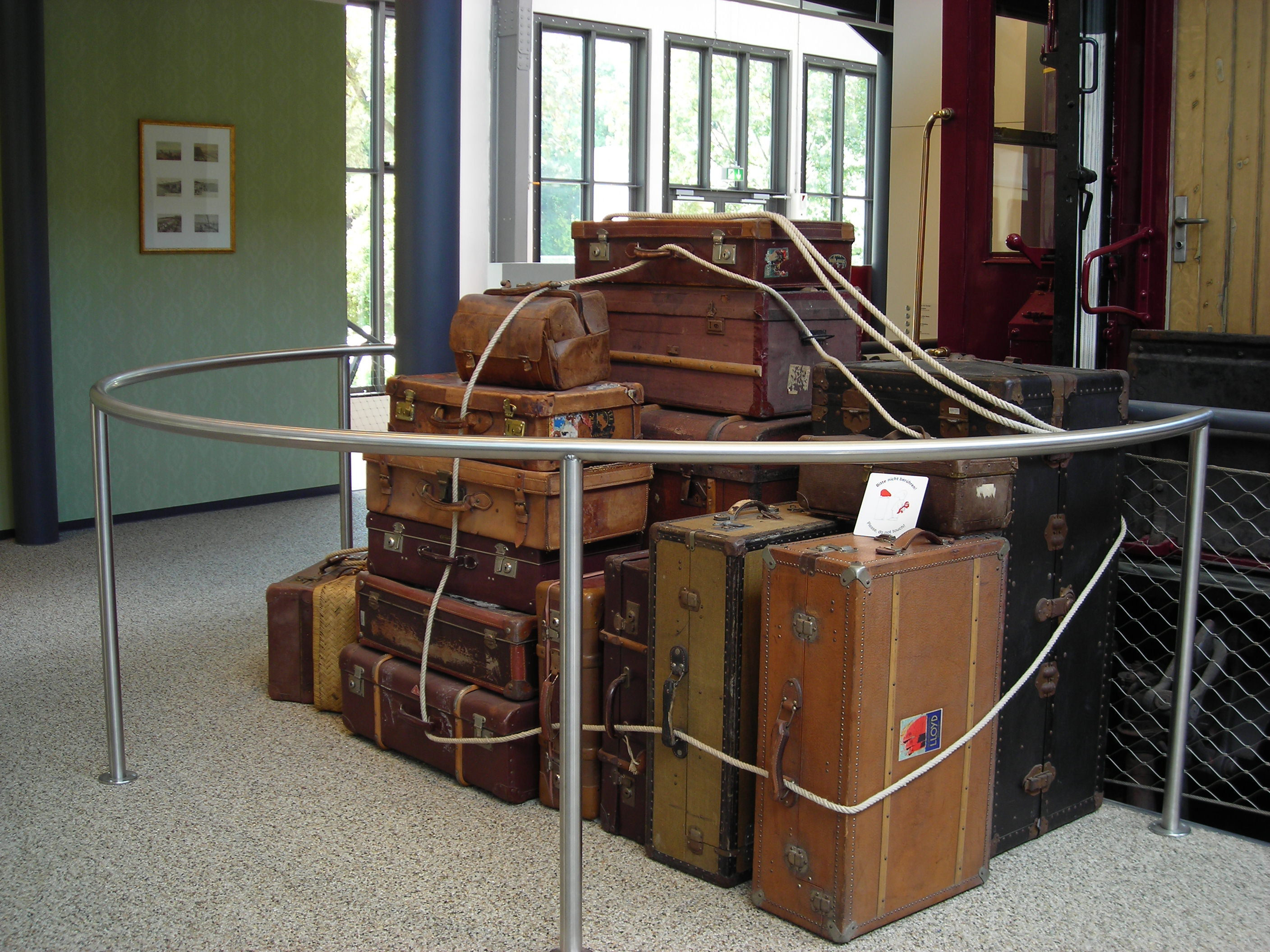
舊式行李箱，德國慕尼黑德意志博物館展品
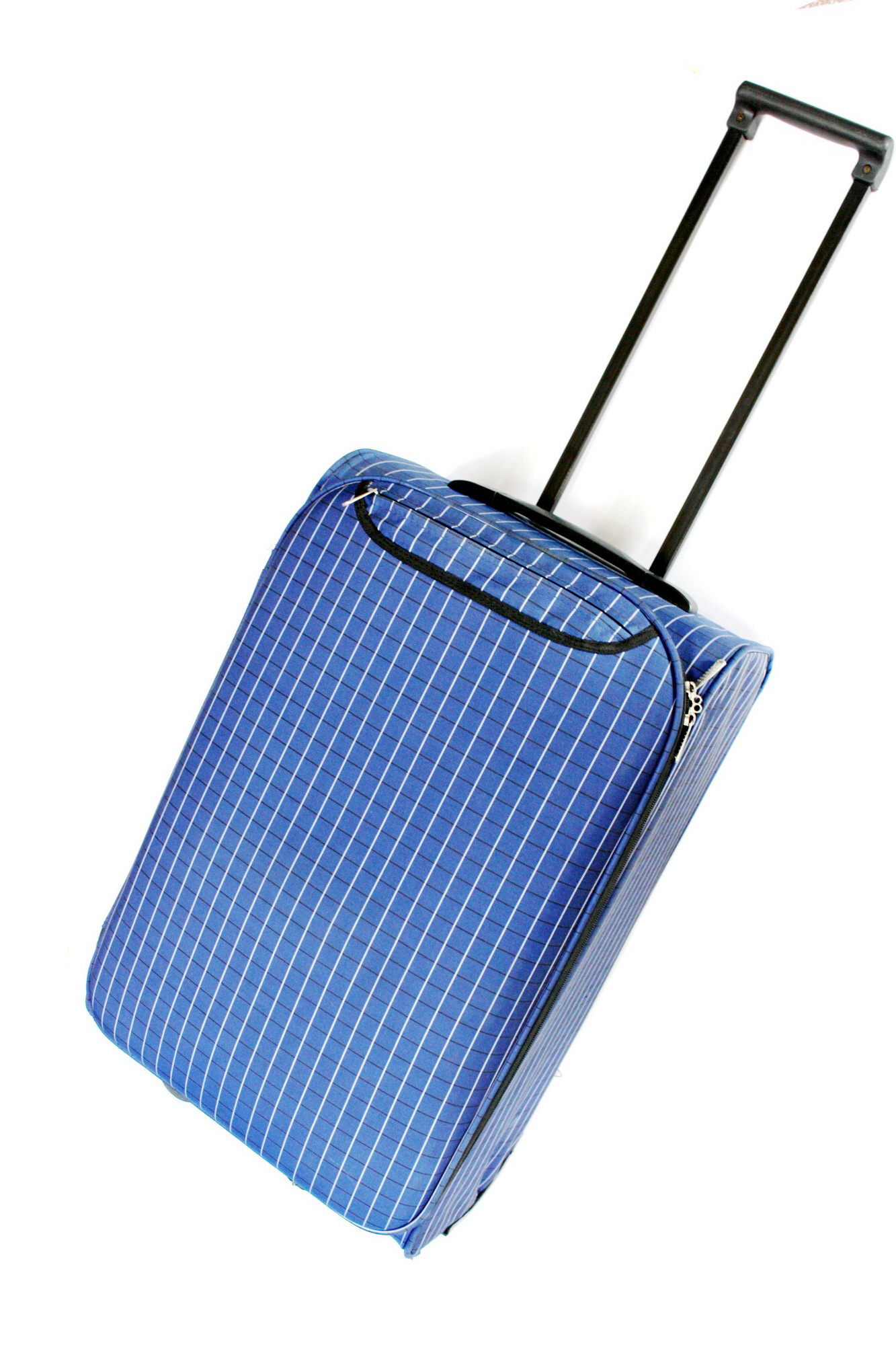
廉價布質行李箱
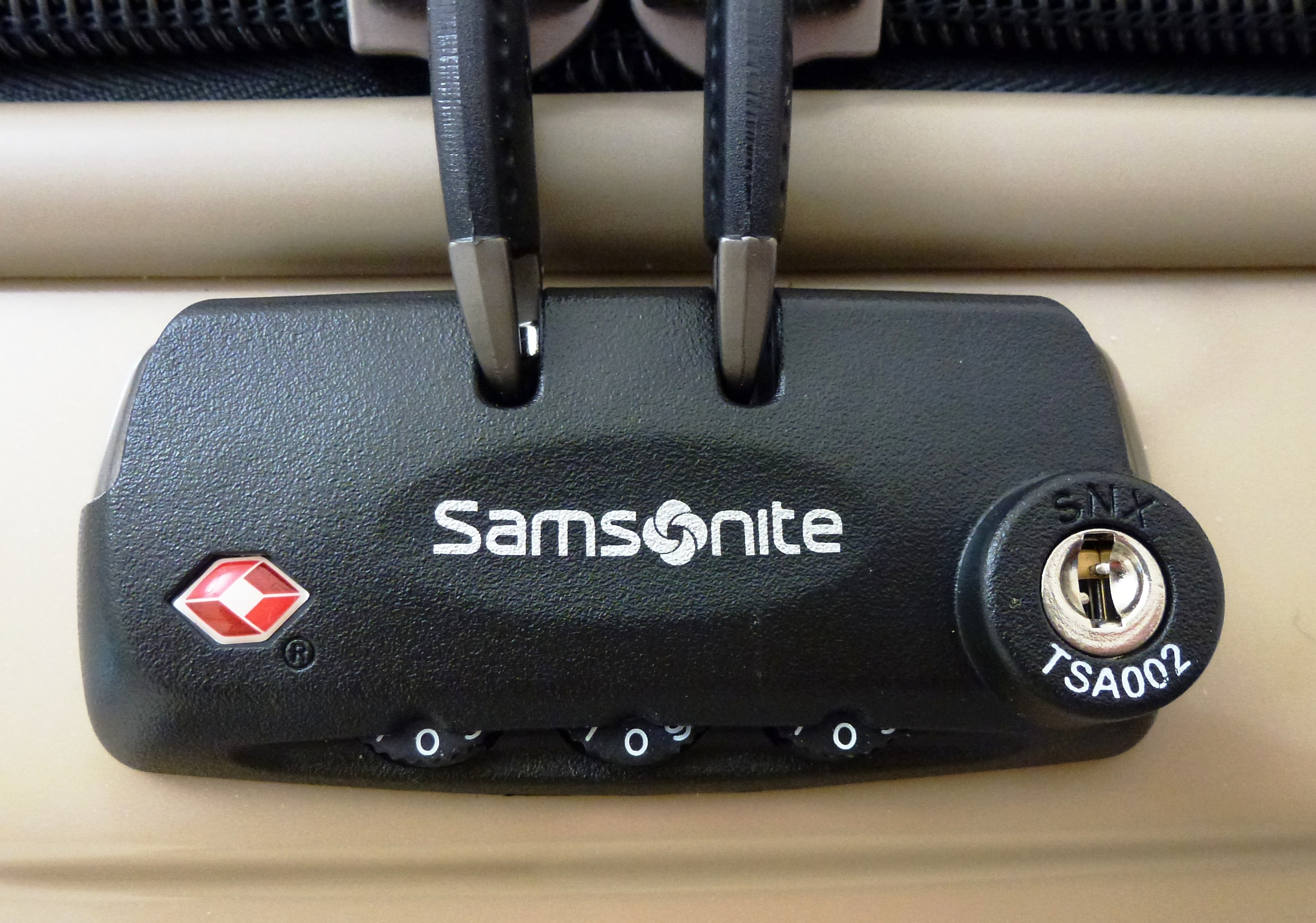
TSA標準鎖具

## 註解
1. ↑  「篋」，拼音：，注音：，粤拼： [1]

## 資料來源
1. ↑  . 中華民國教育部.   [2021-08-26].
2. ↑  .   [2022-07-20]. （原始内容存档于2022-04-06）.
3. ↑  國泰航空有限公司網站 寄艙行李，2011年1月11日。 （页面存档备份，存于）
4. ↑  國泰航空有限公司網站 手提行李 ，2011年1月11日。 （页面存档备份，存于）

## 外部連結
- American Tourister行李箱歷史, singli.com（中文）

- Delsey行李箱歷史, singli.com（中文）

- Antler行李箱品牌歷史, singli.com（中文）